# Adam Gabriel
Adam Gabriel (født 28. marts 2001) er en tjekkisk fodboldspiller der spiller som højre-back for Superliga-klubben FC Midtjylland og det tjekkiske fodboldlandshold.

## Karriere
Gabriel startede sin fodboldkarriere som ungdomsspiller i SK Zbraslav, før han skiftede til storklubben Sparta Prag. Den 10. august 2021, fik Gabriel debut for Sparta Prag, da han blev indskiftet i det 84. minut i UEFA Champions League imod Monaco.
Den 30. maj 2022, skiftede Gabriel til Hradec Králové, en anden tjekkisk fodboldklub.
Gabriel tog til Danmark den 23. august 2023 og tilsluttede sig FC Midtjyllands hold på en fem-årig kontrakt. Han scorede sit første mål for klubben i en 2–1 hjemmebane-sejr over Lyngby Boldklub.
Gabriel vandt sit første trofæ i karrieren, da FC Midtjylland vandt det danske mesterskabs i 2023-24 sæsonen.

## Internationale karriere
Han repræsenterede Tjekkiets U19 og U21 landshold, Gabriel debuterede for Tjekkiets seniorlandshold i en venskabskamp imod Armenien den 26. marts 2024.

## Personlige liv
Gabriel og hans tvillingebror, Šimon Gabriel, er sønner af den tidligere tjekkiske landsholdsspiller Petr Gabriel.

## Titler
FC Midtjylland
- Superligaens Månedens hold: Marts 2024[10]
- Superliga 2023-24 Vinder